# 汪英紫
汪英紫（琉球語：／  ?；？—1402年）是琉球國三山時代南山王國的第2代統治者，1399年至1402年期間統治南山國。
汪英紫是南山王承察度的叔父。原為南山王國的東風平地區八重瀨按司，於1388年（或此之前）脫離南山國自立，割據一方，以山南王叔的身份，遣弟函寧壽向明朝朝貢。1397年，汪英紫與豐見城按司汪應祖（汪英紫的次子）、佐敷按司巴志合謀，圍攻南山國的都城島尻大里城（今沖繩縣今糸滿市北部）。承察度兵敗出奔。汪英紫又擊敗了承察度的弟弟，遷都至島尻大里城（今糸滿市北部）。
汪英紫本人並未稱王。但是承察度戰敗出奔之後，山南國出現了一段王位空缺時期。而汪英紫是這段時期內山南國的實際統治者，因此汪英紫也被一些學者當作山南王。
汪英紫在位時，保持與巴志的同盟關係。死後，汪應祖繼位。

## 家族
- 父母（不詳）
- 兄：大里按司
  - 姪：承察度
- 弟：函寧壽
- 子：
  - 長子：達勃期
    - 孫：三五郎尾

  - 次子：汪應祖